# Arquebisbat d'Acerenza
L'arquebisbat d'Acerenza (italià: bisbat di Acerenza; llatí: Archidioecesis Acheruntina) és una seu de l'Església catòlica, sufragània de l'arquebisbat de Potenza-Muro Lucano-Marsico Nuovo, que pertany a la regió eclesiàstica Basilicata. El 2012 tenia 42.600 batejats d'un total de 43.000 habitants. Actualment és una seu vacant.

## Territori
L'arxidiòcesi comprèn la ciutat d'Acerenza i 16 municipis més de la província de Potenza: Laurenzana, Cancellara, Calvello, Genzano di Lucania, Anzi, Pietrapertosa, Pietragalla, Banzi, Castelmezzano, Palazzo San Gervasio, San Chirico Nuovo, Tolve, Brindisi di Montagna, Trivigno, Vaglio Basilicata i Oppido Lucano.
La seu arxiepiscopal es troba a la ciutat d'Acerenza, on es troba la catedral de Santa Maria Assunta e San Canio vescovo.
El territori està dividit en 21 parròquies.

## Història
La tradició diu que en 300 a partir de la sèrie de bisbes d'Acerenza amb Romano, el qual va governar l'església d'Acerenza entre el 300 i el 329, durant el pontificat de sant Marcel·lí Papa; seguit per altres bisbes fins al 441. No obstant això, aquesta llista és considerada una falsificació, ja que la majoria dels noms és d'origen longobard i perquè és un clar intent d'omplir el buit a la cronologia i portar als orígens del bisbat acerenc al segle iv.
En primer bisbe històricament documentat és Giusto, que va participar en el sínode de Roma en 499, convocat per Papa Símac.
Després de Giusto no es coneixen altres bisbes, fins a l'any 776, quan es va asseure a la seu episcopal Lleó II. A partir d'aquesta data el nombre de bisbes és ininterrompuda, excepte per períodes curts, i li permet aprendre sobre el desenvolupament de la diòcesi.
Al 799 el bisbe Leo II va fer traslladar des de l'antiga ciutat d'Atella, a la Campània, a Acerenza, les restes de sant Canio; al 872 era bisbe Pere II, que va fer portar a Acerenza les relíquies d'un altre sant, sant Laveri.
Al final del segle x va esdevenir diòcesi sufragània de l'arxidiòcesi d'Otranto. De fet, al 968, després d'una decisió del l'emperador de Constantinoble, l'arquebisbe d'Otranto va rebre permís per consagrar bisbes a Acerenza. En resposta a aquest fet, per limitar la influència de les esglésies de ritu bizantí, es va establir la província eclesiàstica de Salern.
Acerenza va esdevenir un dels centres del conflicte entre l'Església d'Orient i la romana. La confrontació entre les dues metròpolis eclesiàstiques d'Otranto i Salern, Acerenza, fidel a l'Església de Roma, al 989 es va substraure de la jurisdicció metropolitana d'Otranto i va esdevenir sufragánea de Salern, tot i que va continuar sent afectada per Otranto per ubicació geogràfica, pels freqüents contactes culturals i el monacat.
El 4 de maig 1041 el bisbe d'Acerenza Stefano (1029-1041), que va donar suport al catepà de Bari, va morir lluitant a la vora d'Ofanto contra els primers normands que van conquistar l'àrea al voltant de Melfi. Com a resultat d'aquesta batalla Acerenza va ser conquerida pels normands i el 1061 Robert Guiscard la va convertir en una fortalesa, sent un centre de defensa davant les represàlies romanes d'Orient.
En 1059 el bisbe Godano o Gelaldo van participar en el Concili de Melfi, on es va distingir; per això va obtenir el títol d'arquebisbe. Aquesta notícia, però, no s'ha confirmat; De fet, segons altres fonts Acerenza va esdevenir arquebisbat sota els pontificats de Lleó IX o de Nicolau II.
El 13 d'abril de 1068 el papa Alexandre II va emetre una butlla, dirigida a Arnald, arquebisbe d'Acerenza, amb qui va establir una nova província eclesiàstica que incloïa, entre d'altres, les diòcesis de Venosa, Potenza, Tricarico, Montepeloso, Gravina, Matera, Tursi, Latiniano, San Chirico, Oriolo, deixant sota control directe de la Santa Seu Montemurro i Armento.
L'arquebisbe Arnaldo cap als darrers anys del segle xi va fer començar els treballs de construcció de la catedral, durant els quals es s'haurien trobat les relíquies de Sant Canio. El maig de 1102 va ser elegit arquebisbe Pietro que va confirmar els privilegis concedits a Arnald.
El 1106 el papa Pasqual II va escriure a l'arquebisbe Pere per conferir-li els drets metropolitans, i li va assignar com sufragànies les diòcesis de Venosa, Gravina, Tricarico, Tursi e Potenza i l'ús del pal·li a les festivitats.
El 1203, amb una butlla d'Innocenci III Matera va ser elevada a església catedral. La butlla s'expressa de la següent manera: «Hem decidit establir una església catedral a Matera de manera que s'uneixi a la càtedra primitiva». La unió aeque principaliter amb Matera no anar sense problemes; de fet, la història d'aquestes dues esglésies és una sèrie de desacords i conflictes.
A principi del segle xv, quan era bisbe Manfredi di Aversa (1414-1444), els materans, amb l'ajut de Giannantonio Orsini, Príncep de Tàrent i comte de Matera, van intentar de separar-se d'Acerenza. Van obligar l'arquebisbe d'allunyar-se de la seu i el van reemplaçar pel bisbe Marsio, un frare franciscà; el papa Eugeni IV en un primer moment va nomenar per a l'església de Matera un administrador independent, i després de la mort de Manfred el 1444 va restaurar la unió entre les dues Esglésies, i va nomenar Marino De Paulis arquebisbe d'Acerenza i Matera.
El 1471 el Sixte IV va decretar que l'arquebisbe va assumir el títol d'Acerenza i Matera quan vivia a Acerenza, i el títol de Matera i Acerenza quan habités a Matera. Els conflictes van continuar de manera que el papa Climent VIII va decidir que la precedència del títol pertanyia a la diòcesi més antiga, l'arquebisbe i que la residència de l'arquebisbe fos a Matera, per la seva major comoditat. El 5 de novembre de 1751 el peapa Benet XIV, amb una butlla dirigida a l'arquebisbe Francesco Lanfranchi, va reafirmar els drets i possessions de la diòcesi, que confirma que la residència habitual de l'arquebisbe aceruntí i materanès havia de ser Acerenza.
El 5 d'agost de 1910 als arquebisbes d'Acerenza i Matera se'ls va permetre afegir el títol d'abats de Sant Angelo di Montescaglioso Des de 1954 aquest títol és prerrogativa dels arquebisbes de Matera.
L'11 d'agost 1945 un decret de la Congregació consistorial va canviar els límits de les dues arxidiòcesis i va atribuir a la jurisdicció de Matera deu parròquies que fins aleshores pertanyien a Acerenza.
El 2 de juliol de 1954, en virtut de la butlla Acherontia de Pius XII, les dues esglésies d'Acerenza i Matera van ser finalment separades i se'ls va proporcionar dues províncies eclesiàstiques: a l'església metropolitana d'Acerenza li van ser assignades les seus sufragànies de Potenza, Venosa, Marsico Nuovo i Muro Lucano.
El 21 d'agost de 1976, per la butlla Quo aptius de Pau VI, van ser suprimides les dues províncies eclesiàstiques, i Acerenza, juntament amb Matera, va esdevenir un bisbat sufragani de l'arquebisbat de Potenza e Marsico Nuovo, a la vegada elevat a seu metropolitana.
Per la carta de la Congregació per als Bisbes del 28 de novembre 1977, a la seu d'Acerenza se li retornà el títol d'arxidiòcesi.
Molts arquebisbes Acerenza han estat elevats a cardenals.
El papa Urbà VI va ser arquebisbe d'Acerenza i Matera entre 1363 a 1377.

## Cronologia episcopal

### Seu d'Acerenza
- Romano † (inicis del segle iv)
- Monocollo †
- Pietro I †
- Silvio †
- Teodosio †
- Aloris †
- Stefano I †
- Araldo †
- Berto †
- Leone I †
- Lupo †
- Evalanio †
- Azo †
- Asedeo †
- Giuseppe †
- San Giusto † (citat el 499)
- Leone II † (776 - 799 mort)
- Pietro II † (citat all'833)
- Rodolfo † (869 - 874)
- Leone III † (874 - vers 909 mort)
- Andrea † (906 - 935)
- Giovanni I † (936 - 972)
- Giovanni II † (993 - 996)
- Stefano II † (996 - 1024)
- Stefano III † (1029 - 4 de maig de 1041 mort)
- Stefano IV † (1041 - 1048)
- Goderio † (1048 - 1058)
- Goderio II † (1058 - 1059)
- Godano o Gelardo † (1059 - 1066)
- Arnaldo † (1066 - 1101 mort)
- Pietro † (1102 - vers 1142 mort)
- Durando † (1142 - 1151)
- Roberto † (1151 - 1178)
- Riccardo † (1178 - 1184 mort)
- Pietro IV † (1184 - 1194)
- Pietro V † (1194 - 1197)
- Rainaldo † (de març de 1198 - 1199 mort)

### Seu d'Acerenza e Matera
- Andrea † (1200 - 1231 dimití)
- Andrea † (1236 - vers 1246 mort) (per segon cop)
- Anselmo † (18 d'abril de 1253 - vers 1255 mort)
- Lorenzo, O.P. † (5 d'abril de 1267 - 15 de novembre de 1276 mort)
- Pietro d'Archia † (22 de juny de 1279 - vers 1300 mort)
  - Gentile Orsini, O.P. † (3 de juny de 1300 - 5 d'agost de 1303 mort) (administrador apostòlic)
  - Guido, O.S.B.Clun. † (6 de setembre de 1303 - 13 de novembre de 1306 nomenat bisbe de Toul) (administrador apostòlic)
- Landolfo (o Rudolfo), O.P. † (12 d'agost de 1307 - 6 de novembre de 1307 mort)
- Roberto II, O.P. † (18 d'agost de 1308 - 1334 mort)
- Pietro VII † (4 de juliol de 1334 - 1342 o 1343 mort)
- Giovanni Corcello † (29 de gener de 1343 - vers 1363 mort)
- Bartolomeo Prignano † (22 de març de 1363 - 13 de gener de 1377 nomenat arquebisbe de Bari, després elegit papa amb el nom d'Urbà VI)
- Niccolò Acconciamuro † (8 d'abril de 1377 - 5 de novembre de 1378 nomenat arquebisbe de Bari)
- Obediècia avinyonesa:
  - Giacomo di Silvestro † (7 de febrer de 1379 - ? mort)
  - Bisanzio Morelli † (1384 - ? mort)
  - Tommaso di Bitonto † (20 de desembre de 1393 - ? mort)
- Obediència romana i pisana:
  - Giacomo † (citat al 15 d'octubre de 1381)
  - Nicola †
  - Pietro Giovanni de Baraballis, O.F.M. † (1392 - 15 de març de 1395 nomenat arquebisbe de Corinto)
  - Stefano Goberio, O.F.M. † (15 de març de 1395 - 5 de març de 1403 nomenat bisbe de Calvi)
  - Riccardo d'Olibano † (6 de novembre de 1402 - 1407)
  - Niccolò Piscicelli, O.Cist. † (16 de març de 1407 - 21 de febrer de 1415 nomenat arquebisbe de Salern)
- Manfredi Aversano † (20 de febrer de 1415 - 4 d'agost de 1444 mort)
  - Maio d'Otranto, O.F.M. † (1440 - 1444) (administrador apostòlic de Matera)
- Marino De Paulis † (4 de setembre de 1444 - de setembre de 1470 mort)
- Francesco Enrico Lunguardo, O.P. † (1470 - 8 de desembre de 1482 mort)
- Vincenzo Palmieri † (14 de març de 1483 - 30 de juliol de 1518 dimití)
- Andrea Matteo Palmieri † (30 de juliol de 1518 - 21 d'agost de 1528 dimití)
- Francesco Palmieri, O.F.M. † (21 d'agost de 1528 - agost de 1530 mort)
  - Andrea Matteo Palmieri † (1530 - 1531 dimití) (administrador apostòlic)
- Giovanni Michele Saraceni † (21 de juny de 1531 - 1556 dimití)
- Sigismondo Saraceno † (4 de maig de 1556 - 7 de gener de 1585 mort)
- Francesco Antonio Santorio † (28 de juliol de 1586 - 28 d'agost de 1589 mort)
- Francisco Avellaneda † (30 de gener de 1591 - 3 d'octubre de 1591 mort)
- Scipione di Tolfa † (20 de desembre de 1593 - 12 de febrer de 1595 mort)
- Giovanni Trulles de Myra † (11 de març de 1596 - de novembre de 1600 mort)
  - Sede vacante (1600-1605)
- Giuseppe de Rossi † (12 de setembre de 1605 - 5 de febrer de 1610 mort)
- Giovanni Spilla, O.P. † (19 de gener de 1611 - 20 de setembre de 1619 mort)
- Fabrizio Antinoro † (10 de gener de 1622 - 13 de novembre de 1630 nomenat arquebisbe, a títol personal, de Siracusa)
- Giovanni Domenico Spinola † (13 de novembre de 1630 - 26 d'abril de 1632 nomenat arquebisbe, a títol personal, de Luni e Sarzana)
- Simone Carafa Roccella, C.R. † (30 d'agost de 1638 - 16 de setembre de 1647 nomenat arquebisbe de Messina)
- Giambattista Spinola † (18 de maig de 1648 - 10 de novembre de 1664 nomenat arquebisbe de Gènova)
- Vincenzo Lanfranchi, C.R. † (7 de desembre de 1665 - 6 de setembre de 1676 mort)
- Antonio del Río Colmenares † (14 de març de 1678 - d'abril de 1702 mort)
- Antonio Maria Brancaccio, C.R. † (4 de juny de 1703 - de desembre de 1722 mort)
- Giuseppe Maria Positano, O.P. † (27 de setembre de 1723 - de març de 1730 mort)
- Alfonso Mariconda, O.S.B. † (11 de desembre de 1730 - 5 o 13 de febrer de 1737 mort)
- Giovanni Rosso, C.R. † (8 de juliol de 1737 - 21 de maig de 1738 nomenat arquebisbe de Tàrant)
- Francesco Lanfreschi † (21 de maig de 1738 - 8 de febrer de 1754 mort)
- Antonio Ludovico Antinori, C.O. † (22 d'abril de 1754 - 24 d'abril de 1758 dimití)
- Serafino Filangieri, O.S.B. † (22 de novembre de 1758 - 23 d'agost de 1762 nomenat arquebisbe de Palerm)
- Nicola Filomarini, O.S.B.Coel. † (16 de maig de 1763 - 31 d'agost de 1767 nomenat arquebisbe, a títol personal, de Caserta)
- Carlo Parlati, P.O. † (14 de desembre de 1767 - 27 de gener d'o 24 de febrer de 1774 mort)
- Giuseppe Sparano † (29 de maig de 1775 - 5 de juny de 1776 mort)
- Francesco Zunica † (16 de desembre de 1776 - 16 o 23 de desembre de 1796 mort)
- Camillo Cattaneo della Volta † (18 de desembre de 1797 - 13 de març de 1834 mort)
- Antonio Di Macco † (6 d'abril de 1835 - 7 d'agost de 1854 mort)
- Gaetano Rossini † (23 de març de 1855 - 27 de març de 1867 nomenat arquebisbe, a títol personal, de Molfetta, Giovinazzo i Terlizzi)
- Pietro Giovine † (27 d'octubre de 1871 - 11 de setembre de 1879 mort)
- Gesualdo Nicola Loschirico, O.F.M.Cap. † (27 de febrer de 1880 - 30 de març de 1890 mort)
- Francesco Imparati, O.F.M.Obs. † (23 de juny de 1890 - 11 de juliol de 1892 mort)
- Raffaele di Nonno, C.SS.R. † (16 de gener de 1893 - 24 de juny de 1895 mort)
- Diomede Angelo Raffaele Gennaro Falconio, O.F.M.Ref. † (29 de novembre de 1895 - 30 de setembre de 1899 nomenat arquebisbe titular de Larissa)
- Raffaele Rossi † (14 de desembre de 1899 - 18 d'agost de 1906 mort)
- Anselmo Filippo Pecci, O.S.B. † (7 de setembre de 1907 - 10 d'abril de 1945 jubilat)
- Vincenzo Cavalla † (8 de setembre de 1946 - 14 de febrer de 1954 mort)

### Seu d'Acerenza
- Domenico Picchinenna † (2 de juliol de 1954 - 4 de setembre de 1961 nomenat arquebisbe de Cosenza)
- Corrado Ursi † (30 de novembre de 1961 - 23 de maig de 1966 nomenat arquebisbe de Nàpols)
- Giuseppe Vairo † (22 de desembre de 1970 - 12 de febrer de 1979 dimití)
- Francesco Cuccarese (12 de febrer de 1979 - 6 de juny de 1987 nomenat arquebisbe, a títol personal, de Caserta)
- Michele Scandiffio (30 d'abril de 1988 - 27 de juliol de 2005 jubilat)
- Giovanni Ricchiuti (27 de juliol de 2005 - 15 d'octubre de 2013 nomenat arquebisbe, a títol personal, d'Altamura-Gravina-Acquaviva delle Fonti)

## Estadístiques
A finals del 2012, la diòcesi tenia 42.600 batejats sobre una població de 43.000 persones, equivalent al 99,1% del total.
| any                             | població | població | població | sacerdots | sacerdots       | sacerdots       | sacerdots             | diaques | religiosos | religiosos | parroquies |
| ------------------------------- | -------- | -------- | -------- | --------- | --------------- | --------------- | --------------------- | ------- | ---------- | ---------- | ---------- |
| any                             | batejats | total    | %        | total     | clergat secular | clergat regular | batejats por sacerdot | diaques | homes      | dones      |            |
| arquebisbat d'Acerenza i Matera |          |          |          |           |                 |                 |                       |         |            |            |            |
| 1950                            | 168.932  | 169.271  | 99,8     | 103       | 93              | 10              | 1.640                 |         | 9          | 140        | 38         |
| arquebisbat d'Acerenza          |          |          |          |           |                 |                 |                       |         |            |            |            |
| 1959                            | 69.438   | 69.508   | 99,9     | 48        | 44              | 4               | 1.446                 |         | 6          | 86         | 20         |
| 1969                            | 60.098   | 60.374   | 99,5     | 34        | 31              | 3               | 1.767                 |         | 4          | 81         | 22         |
| 1980                            | 59.800   | 60.718   | 98,5     | 41        | 35              | 6               | 1.458                 |         | 7          | 68         | 21         |
| 1990                            | 61.000   | 62.500   | 97,6     | 45        | 39              | 6               | 1.355                 |         | 8          | 73         | 21         |
| 1999                            | 60.150   | 60.300   | 99,8     | 43        | 37              | 6               | 1.398                 |         | 6          | 61         | 21         |
| 2000                            | 60.150   | 60.300   | 99,8     | 46        | 38              | 8               | 1.307                 |         | 8          | 62         | 21         |
| 2001                            | 59.950   | 60.100   | 99,8     | 43        | 37              | 6               | 1.394                 |         | 6          | 63         | 21         |
| 2002                            | 59.950   | 60.120   | 99,7     | 44        | 38              | 6               | 1.362                 |         | 6          | 62         | 21         |
| 2003                            | 60.000   | 60.200   | 99,7     | 42        | 37              | 5               | 1.428                 |         | 5          | 62         | 21         |
| 2004                            | 60.000   | 60.200   | 99,7     | 37        | 35              | 2               | 1.621                 |         | 2          | 58         | 21         |
| 2005                            | 53.000   | 55.000   | 96,4     | 38        | 36              | 2               | 1.394                 |         | 2          | 57         | 21         |
| 2006                            | 53.000   | 53.215   | 99,6     | 42        | 40              | 2               | 1.261                 |         | 2          | 67         | 21         |
| 2011                            | 42.382   | 42.815   | 99       | 40        | 38              | 2               | 1.059                 |         | 2          | 61         | 21         |
| 2012                            | 42.600   | 43.000   | 99,1     | 42        | 39              | 3               | 1.014                 |         | 3          | 60         | 21         |